# Namen (stad)
Namen (Frans: Namur; Waals: Nameur) is een stad in België, gelegen waar de rivier de Samber in de Maas vloeit. Het is de hoofdstad van het Waals Gewest (Wallonië) en de hoofdstad van de provincie Namen.
De stad ligt ongeveer 65 km ten zuiden van Brussel, aan de samenvloeiing van Samber en Maas en aan de grenzen van Haspengouw, de Condroz en de streek tussen Samber en Maas. Het huidige stadscentrum bevindt zich op de linkeroever van de Samber. De stad telt ruim 114.000 inwoners wat ongeveer een kwart van alle inwoners van de provincie vertegenwoordigt.
In Namen zetelen de regering en het parlement van Wallonië. In Jambes liggen belangrijke gebouwen van het Waals Gewest, waaronder ook het Elysette, de ambtswoning van de minister-president van Wallonië. Met een groot aantal onderwijsinstellingen op alle niveaus – waaronder de Université de Namur (UNamur) – en grote ziekenhuizen vervult Namen een belangrijke verzorgingsfunctie voor de hele Condroz en het Ardense achterland.

## Geschiedenis

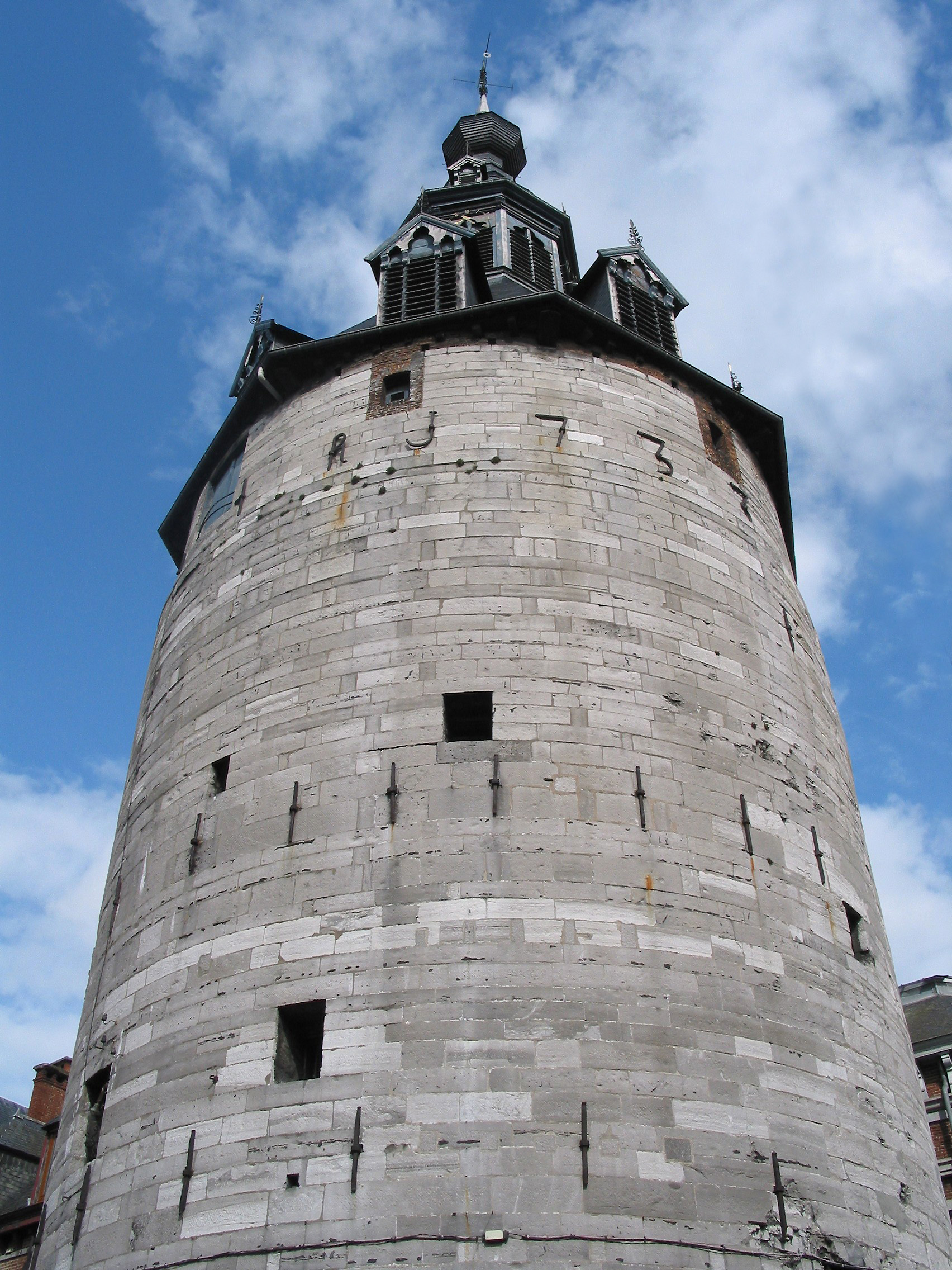
Het belfort (14e eeuw), oorspronkelijk deel van de middeleeuwse omwalling.

### Etymologie
Volgens een legende zou de stad in de eerste eeuw "Sedrochia" hebben geheten, naar de Tongerse koning Sedroch, die een versterking op de rots van Champeau boven de Samber en de Maas had gebouwd. Daar was een heidense tempel in een grot waar een afgod "Nam" orakelde. Bij de komst van Sint Maternus viel de hogepriester van Nam, die een mensenoffer voorbereidde, dood. Maternus legde aldus de legende de afgod het zwijgen op met de woorden Nam mutum (Nam stom). Uit deze woorden werd vervolgens de nieuwe naam van de stad afgeleid . Anderen hebben gesuggereerd dat Namur zou zijn afgeleid van Namor, welk het omgekeerde is van Roman, oftewel "Romeins" . Ten slotte is er nog de verklaring dat -uco een Keltisch achtervoegsel betreft in de betekenis van eigendom, en de eigenaar was dan een zekere Namo .

### De vroegste geschiedenis
De eerste menselijke sporen in Namen dateren al van de oude steentijd en zijn gevonden op het Grognon, het stadsdeel aan de voet van de rotspunt waar vandaag de citadel op prijkt. Uit de periode van omstreeks 8000 v.C. zijn heel wat meer sporen teruggevonden, maar een echt sedentaire bevolking zou er maar vanaf 2500 v.C. zijn geweest. Dit betekent evenwel niet de oorsprong van de huidige stad, want in de volgende eeuwen lijkt de plek van het huidige Namen verlaten. Omstreeks het begin van de tijdrekening bestaat er wel een eerder burgerlijke dan militaire nederzetting op de linker Samberoever. Later ontwikkelt zich daar een vicus volgens een dambordpatroon.
Vanaf het einde van de 3e eeuw plooit de stad zich (ten gevolge van migraties en invallen) terug op het Grognon, onder de rotspunt waarop in deze periode een eerste fort zou zijn gebouwd. Van de 6e tot de 8e eeuw blijft Namen een kleine nederzetting van beperkt belang. Wel breidt Namen zich nu opnieuw uit naar de andere Samberoever.

### Hoofdplaats van een middeleeuws graafschap

#### Stadsuitbreiding en omwallingen
Vooral de rechten van de Luikse prins-bisschop zullen voor eeuwen elke uitbreiding van de grafelijke stad naar de andere Maasoever (het huidige Jambes) verhinderen. Wanneer dan ook omstreeks 1000 de bevolking aandikt, zoekt de stad verder zijn weg op de linker Samberoever. Hier wordt een kapel ter ere van Saint-Rémy opgericht en wordt markt gehouden. Volgens sommigen wordt de stad daardoor eerder een ville sambrienne dan een ville mosane. Aan het eind van de 10e eeuw wordt deze nederzetting op grafelijk initiatief beschermd door een stenen omwalling. Verder naar het oosten ontstaat in 1047 het kapittel van Saint-Aubain, waarrond zich een nieuwe kern ontwikkelt. De graaf verzekert zich daarmee van een eigen kapittel, gezien dat van Notre-Dame op het Grognon gecontroleerd wordt door de prins-bisschop. Deze en andere nieuwe stadsdelen op de linker Samberoever worden gedurende de 11e en 12e eeuw in een nieuwe omwalling opgenomen.
In de latere middeleeuwen breidt Namen verder uit, zodat de oppervlakte van de stad vervijfvoudigt. Vanaf de 12e eeuw wordt gestart met de bouw van de zogenaamde ‘derde omwalling’, die in de 14e en 15e eeuw herbouwd wordt, onder meer ten gevolge van de verwoestende overstromingen van 1409. De stad ontwikkelt zich echter ook buiten deze nieuwe omwalling, onder meer met de Neuveville, waar zich vooral ambachtslui vestigen. Vanaf 1357 wordt daarom begonnen met een ‘vierde’ of grote omwalling. Vanwege de dreiging van Luik en de strategische ligging van Namen, worden de werkzaamheden onder de Bourgondische hertogen een versnelling hoger geschakeld. In 1508 geeft keizer Karel (1500-1558) de werken nog een nieuwe impuls zodat de omwalling uiteindelijk omstreeks 1530 – bijna twee eeuwen na het begin van de bouw ervan – voltooid wordt.

#### Namen en zijn graaf
Tijdens de Karolingische periode wordt Namen het centrum van het pagus Lomacensis, de voorloper van het graafschap Namen. In 937 vestigt Béranger (ca. 890-946), de ‘eerste’ graaf van Namen, zich op de rots die uittorent boven de samenvloeiing van Samber en Maas. In de 12e eeuw, de Naamse graaf is dan op het toppunt van zijn macht, wordt het kasteel uitgebreid met de kapittelkerk van Saint-Pierre. Het is pas in de volgende eeuw dat het grootste deel van het kasteel – nu met torens, grachten en heel wat bijgebouwen – wordt opgetrokken.
In 1198 sterft de Naamse grafelijke dynastie uit. In de opvolgingsperikelen valt de stad, die dan zo’n vijf- tot zesduizend inwoners moet geteld hebben, ten prooi aan de vlammen. Voortaan is Namen nog slechts de hoofdplaats van een graafschap van tweede rang. Verschillende huizen regeren de stad en het omliggende platteland tot graaf Jan III van Namen in 1421 het graafschap Namen verkoopt aan de Bourgondische hertog Filips de Goede (1396-1467), die opdracht geeft tot aanpassingen aan het kasteel.
Op bestuurlijk en economisch vlak blijft de rol van de graaf ook na de 12e eeuw voortbestaan, maar tegelijkertijd verwerven de stedelingen ook meer macht. Al gedurende de 12e eeuw is overigens een eerste schepenbank gevormd. Die vestigt zich in de 13e eeuw in een eerste ‘stadhuis’ (cabaret des échevins) met daarvoor een perron te staan, terwijl de toren van de kasteelkerk op de rots dienstdoet als belfort. In de latere middeleeuwen worden in Namen ook enkele nieuwe hospitalen gesticht, vestigen nieuwe religieuze ordes zich in Namen en ontstaan er verschillende begijnhoven.
Economisch groeit Namen uit tot een regionaal economisch centrum, onder meer met de jaarmarkt op de Herbatte, een vlakte ten noordoosten van de stad. Aan het begin van de 15e eeuw telt de stad zo’n 8 000 inwoners, veel minder dan de Vlaamse steden in die tijd. Slagers en bakkers zorgen respectievelijk vanuit hun Vleeshal aan de brug over de Samber (het huidige archeologisch museum) en met hun molens op de Naamse rivieren voor de voedselvoorziening. Daarnaast zijn er langs de Maas enkele steengroeven en is er de leerlooierij en de lakennijverheid. Laatstgenoemde industriële activiteiten voert men meestal uit langs de oevers van de Samber en de Hoyoux (een kleine rivier die in Namen in de Maas uitmondt). 

### Een versterkte vroegmoderne stad

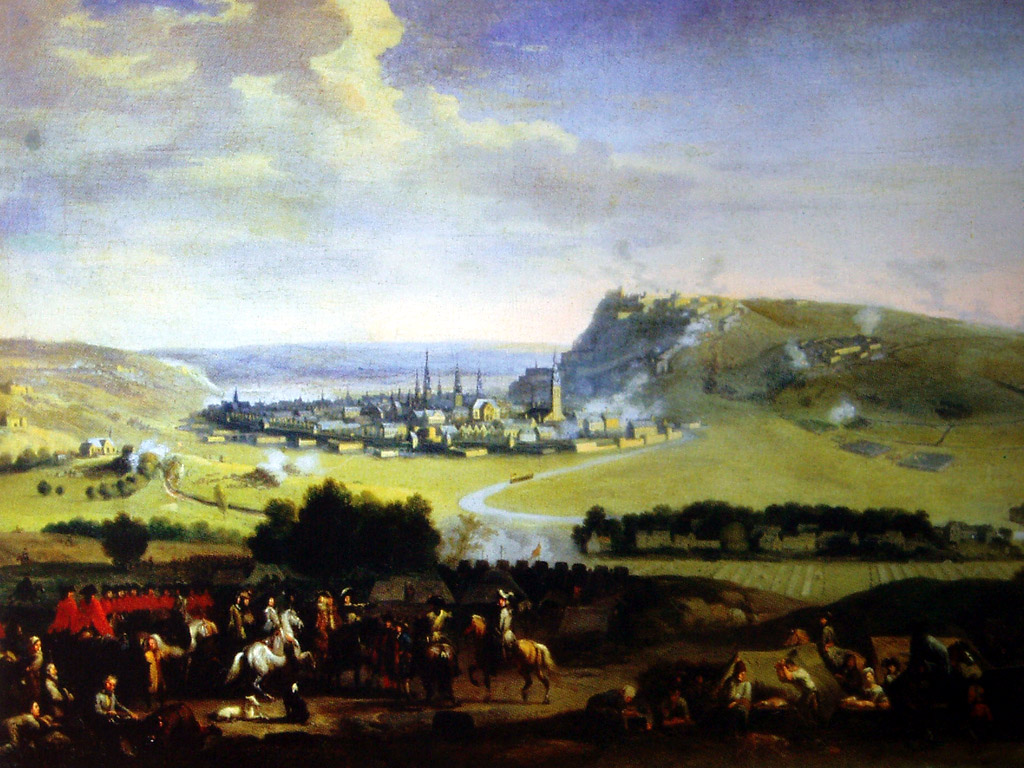
Het beleg van Namen in 1695.

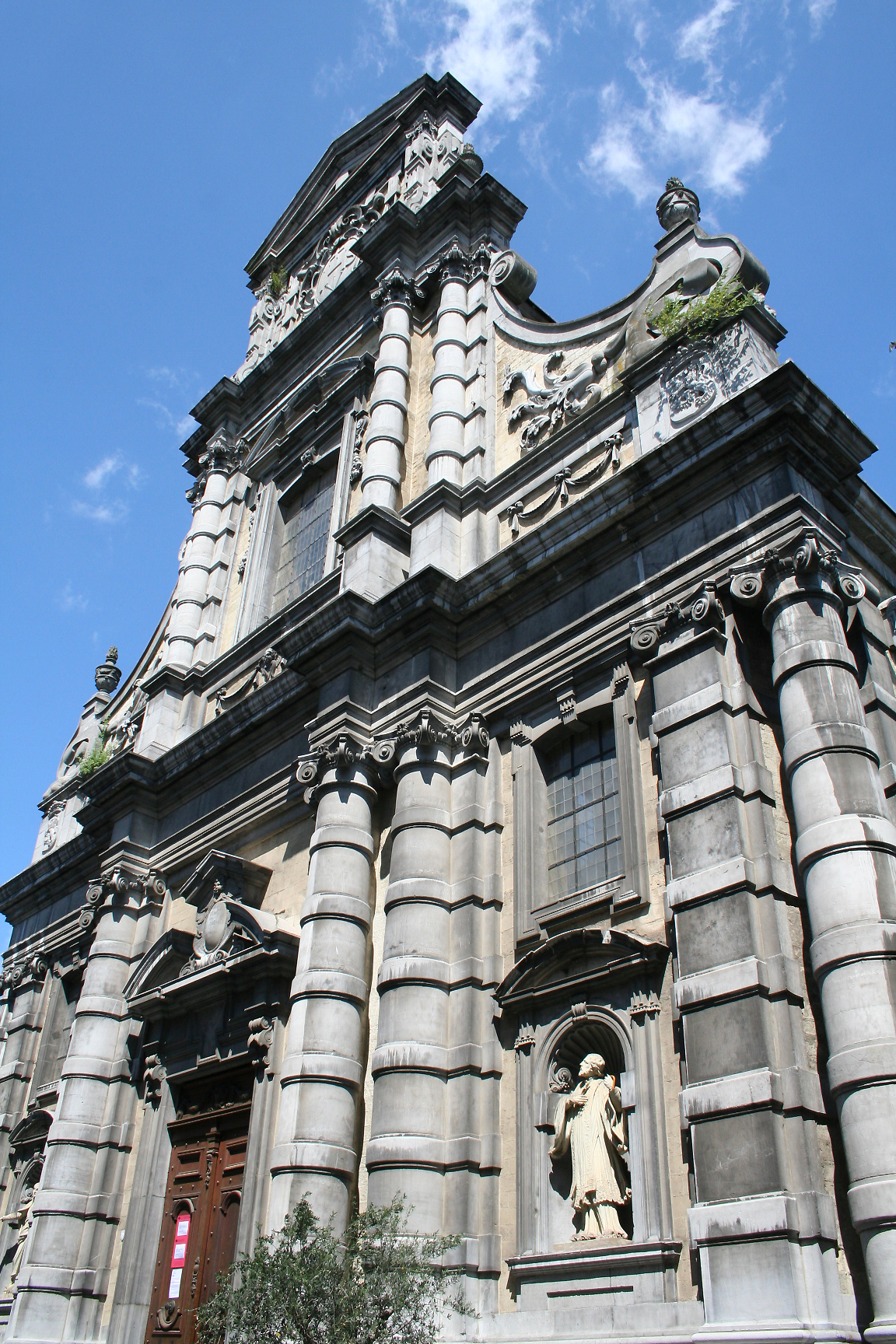
De barokke Saint-Loupkerk (1621-45).

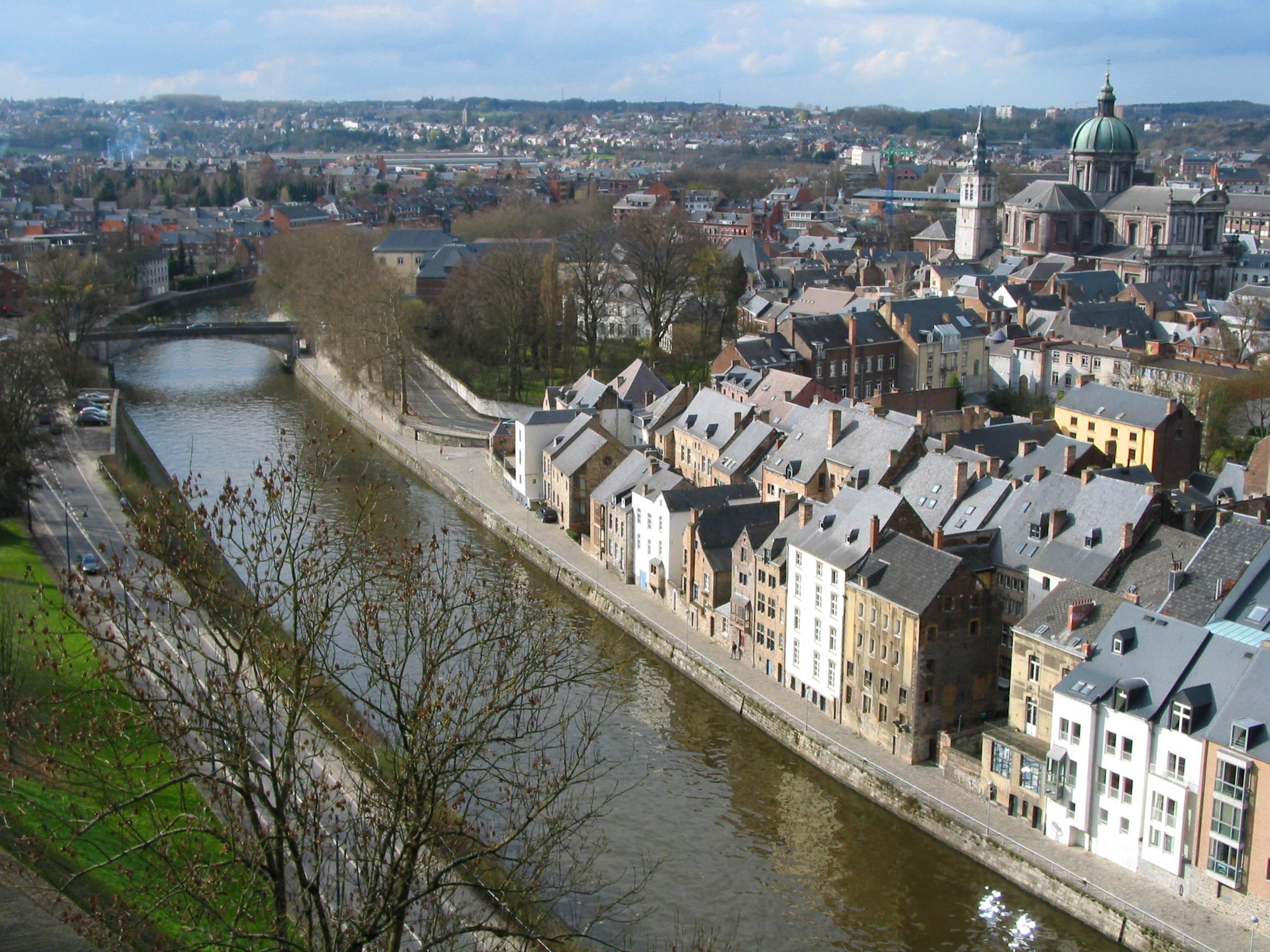
Gezicht op de Samber en de wijk rond de kathedraal

#### Een pion in het Europese machtsspel
In 1477 erft Maria van Bourgondië het graafschap Namen, maar ze overlijdt al in 1482. In 1488 komt Namen in opstand tegen Maximiliaan van Oostenrijk, Maria’s echtgenoot, die de stad laat beschieten. In een uiteindelijke overeenkomst behoudt Namen al zijn privileges, maar moet men wel opdraaien voor de schade aan het kasteel. Al in de jaren 1490 verblijft Filips de Schone, de zoon van Maria en Maximiliaan, enige tijd in Namen en in 1495 wordt hij er in Saint-Aubain ingehuldigd. Na Filips vroege dood in 1506 treedt zijn zoon Karel V aan. Net als zijn vader wordt ook hij ingehuldigd te Namen (1515): de staten hebben voorzien in een nieuwe residentie voor de heer en er worden feesten georganiseerd. Karel is daarmee de laatste (Spaanse) vorst die zijn intrede maakt in de stad aan Samber en Maas. Het duurt tot 1780 wanneer keizer Jozef II, op dat moment ‘incognito’ op reis door de Oostenrijkse Nederlanden, zich aan de poorten van de stad aankondigt als “le comte de Namur”.
Al omstreeks 1540 stuurt Karel militaire ingenieurs naar Namen om de versterkingen verder uit te bouwen. Tijdens de Opstand maakt Don Juan van het Naamse kasteel de uitvalsbasis voor de herovering van de opstandige Nederlanden. Tussen 1578 en de val van Brussel in 1585 wordt de stad de zetel van het koninklijke bestuur in de Nederlanden.
Vooral in de 17e eeuw wordt Namen strategisch een erg belangrijke plaats. In een eeuw waarin de oorlog bijna endemisch is, wordt ook Namen meegesleept in de internationale twisten. Vanaf de jaren 1630 worden stad en kasteel verder versterkt en komen er kazernes. Omstreeks 1666 beschikt Namen al over een omwalling met negen bastions, en ook na die datum gaan de werkzaamheden voort.
In de jaren 1690 ondergaat Namen twee grote belegeringen. In 1692 neemt Lodewijk XIV van Frankrijk Namen in na vijf weken weerstand vanuit het kasteel. Vauban begint met de bouw van kazernes, een militair hospitaal en een arsenaal aan de Samber (dat nog steeds bestaat). In 1695 wordt de stad echter opnieuw belegerd, ditmaal door de troepen van Willem III, stadhouder van Holland en koning van Engeland. Namen gaat nu een Hollands garnizoen huisvesten en de Hollandse Menno van Coehoorn wordt belast met de werkzaamheden aan de omwalling.
In 1695 neemt Maximiliaan II Emanuel van Beieren nog deel aan de geallieerde inname van Namen, maar luttele jaren later kiest hij in de Spaanse Successieoorlog (1701-1714) de zijde van Filips V (als kleinzoon van Lodewijk XIV de Franse kandidaat voor de Spaanse troon). In 1701 valt Namen daardoor andermaal in Franse handen. Sébastien Le Prestre de Vauban keert terug naar de stad en verkiest uiteindelijk het plan van Georges Prosper van Verboom (die in Spaanse dienst werkt), boven zijn eigen project voor Namen. In 1704 bombarderen troepen van de Republiek de stad opnieuw, maar tot 1711 blijft die onder controle van de Spaanse kroon.
Max Emanuel gaat nu regeren over een kleine en ‘onafhankelijke’ staat gevormd door Namen en Luxemburg. De Beierse keurvorst wordt feestelijk ingehaald in de stad, van waaruit hij nu gaat besturen. Een Raad van State en een Raad van Financiën worden opgericht terwijl Max Emanuel zich vestigt in de oude grafelijke residentie (het huidige gerechtsgebouw). Vanaf 1713 verblijft de Beierse vorst echter niet langer in Namen en met de vrede die een jaar later de Spaanse opvolgingsstrijd beëindigt gaat Namen deel uitmaken van de Oostenrijkse Nederlanden.
Het Barrièretraktaat (1697) bepaalt intussen wel dat er Nederlandse troepen in de stad zullen worden gelegerd: tussen 1715 en 1782 gaat het om duizenden militairen. In de Oostenrijkse Successieoorlog (1740-1748) wordt Namen andermaal het slachtoffer van een Frans beleg (1746-1748), maar na de Vrede van Aken keert het garnizoen van de Republiek terug. De Nederlanders voeren in de 18e eeuw nog lichte wijzigingen door aan de vesting, maar de toestand blijft grotendeels die van de jaren 1690.

#### Economie, religie en architectuur
In 1662 wordt Namen bevolkt door zo’n 11.300 inwoners. Naast een klein aantal edelen en een beperkte bestuurlijke elite, vinden we in de stad vooral handelaars en ambachtslui. In het vroegmoderne Namen lijkt op een bepaald moment toch slechts een kwart van de bevolking in sectoren als het leerlooien, de brouwerij of het glasblazen actief. Een van de verklaringen hiervoor is de massale aanwezigheid van clerici in Namen. Al in de 16e eeuw vestigen nieuwe orden, zoals de minderbroeders, zich in de stad. In de 17e eeuw komen daar jezuïeten, benedictijnen, dominicanen, ongeschoeide karmelieten en anderen bij. Deze orden vestigen zich vooral op het terrein tussen de oude middeleeuwse omwalling en de grote omwalling. Aan het eind van de 17e eeuw is het gebied intra muros voor twee derde bezet door religieuze orden en clerici.
In de 16e eeuw moet het oude cabaret des échevins plaats ruimen voor een nieuw gebouw en verdwijnt ook het perron. Stadsgezichten uit die periode tonen Namen als een dichtbebouwde stad rond de samenvloeiing van Samber en Maas, maar meer naar het noorden vindt men ook nog tuinen en boomgaarden. In de 17e eeuw wordt de in barokke stijl een kerk gewijd aan Saint-Loup opgetrokken. De Vleeshal wordt herbouwd en ook het Grand Hôpital, vandaag het Waalse parlementsgebouw, dateert uit deze tijd.
De stad krijgt zijn huidige aanblik pas vanaf 1720 en vooral vanaf 1750. Ter verfraaiing van de stad worden een aantal pompen geplaatst, wat bomen aangeplant en (sier)poorten gebouwd. Heel wat huizen worden opnieuw opgetrokken in steen, terwijl de hogere klassen diverse hôtels (zoals het Hôtel Groesbeeck de Croix) laten bouwen. Diverse nieuwe kerken worden in de steigers gezet, waaronder een nieuwe kathedraal. Terwijl de klokkentoren van de oude gotische Saint-Aubain overeind blijft, ontwerpt de Italiaan Gaetano Matteo Pisoni (1713-1782) een totaal nieuw gebouw, dat centraal komt te liggen in een volledig nieuw ontworpen stadsdeel.

### Namen tijdens de revolutietijd
Ten tijde van de Verenigde Nederlandse Staten (1790) speelt Namen korte tijd een rol in de verdediging tegen de Oostenrijkse legers, die verzamelen in Luxemburg. Vrij snel nemen de Oostenrijkers weer bezit van Namen en de Zuidelijke Nederlanden, maar in 1792 worden ze verdreven door een Franse inval. In 1793 keren de Oostenrijkers al terug tot na de Franse overwinning bij Fleurus (1794) Namen opnieuw onder Franse controle komt. Met de aanhechting van de Zuidelijke Nederlanden bij Frankrijk in 1795 komt een eind aan de feodale rechten. In Namen verdwijnen religieuze ordes en komen oude religieuze instellingen (hospitalen, weeshuizen, ...) nu onder stedelijk beheer. De afbraak van de kathedraal wordt in het vooruitzicht gesteld, maar de pas enkele decennia oude kerk wordt uiteindelijk behouden voor de cultus van de rede. De administratie van het nieuw gecreëerde departement Samber en Maas vestigt zich in het Naamse bisschoppelijke paleis.
Al in 1782-1783 worden in Namen zes kilometer verdedigingsmuren gesloopt, in 1784 wordt ook aan het kasteel geraakt. Dat gebeurt in het kader van een groter Oostenrijks plan om de forten in de Zuidelijke Nederlanden te ontmantelen, zo de neutraliteit te verzekeren en de steden economisch te laten opbloeien. Vanaf 1794 bevelen de Fransen de volledige afbraak van de Naamse vestingen. Het project om promenades aan te leggen binnen en buiten de oude omwalling, dat al dateert van de Oostenrijkse tijd, wordt van onder het stof gehaald.
In 1814 wordt Namen een eerste keer door Pruisische legers bevrijd van de Franse bezetter, maar Napoleon wordt pas in 1815 in Waterloo definitief verslagen. Na Waterloo vluchten sommige Franse troepen via Namen terug naar Frankrijk. De Pruisen belegeren Namen enige tijd en de Fransen kunnen uiteindelijk enige voorsprong uitbouwen vooraleer ze verder trekken. Met de vorming van het Verenigd Koninkrijk der Nederlanden (1815-1830), opgevat als bufferstaat tegen een eventueel expansief Frankrijk, krijgt Namen zijn aloude strategische positie terug. Men neemt maatregelen om de verdere aftakeling van de versterkingen, intussen verworden tot ruïne, te verhinderen, bastions worden heropgebouwd en grachten uitgediept. Namen wordt zo een van de sterkste vestingen in de nieuwe staat.
Vanaf 1815 is Namen als hoofdplaats van een eigen provincie vooral een administratief centrum. In 1826 wordt begonnen met de bouw van een nieuw stadhuis in neoklassieke stijl. Als bisschopsstad en met de aanwezigheid van een seminarie en andere religieuze instellingen is er ook een sterke katholieke aanwezigheid. De Naamse economie wordt vooral gevormd door handel en enkele kleine industrieën. Ten tijde van de Franse bezetting profiteert Namen eerst nog van het continentaal stelsel. Er is de faïencerie in Saint-Servais, de Naamse messen zijn befaamd en de stad herbergt meer drukkers dan ooit. Maar na het einde van de blokkade krijgt de stedelijke economie het moeilijker en stijgt de armoede.

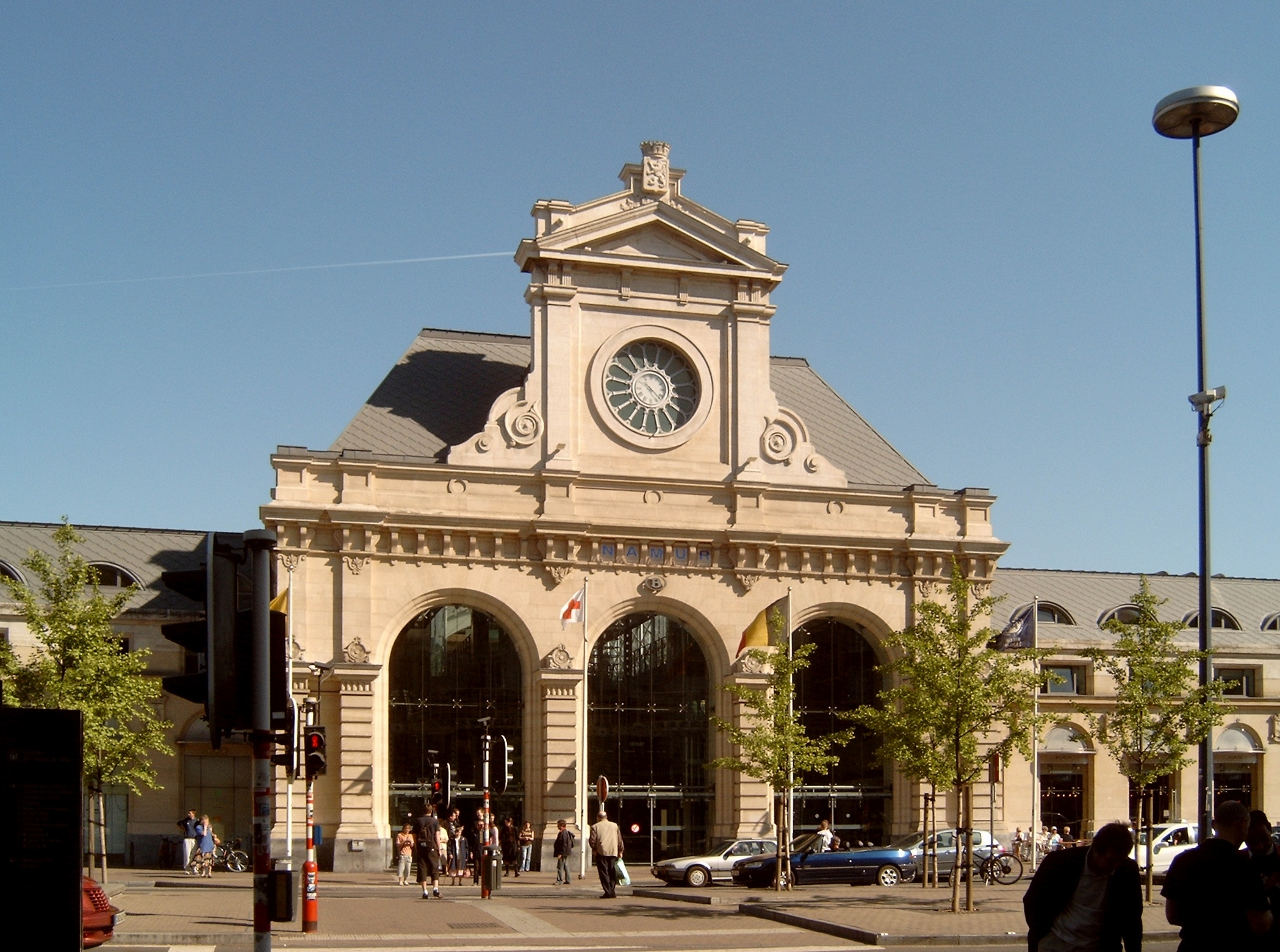
Station van Namen (1864).

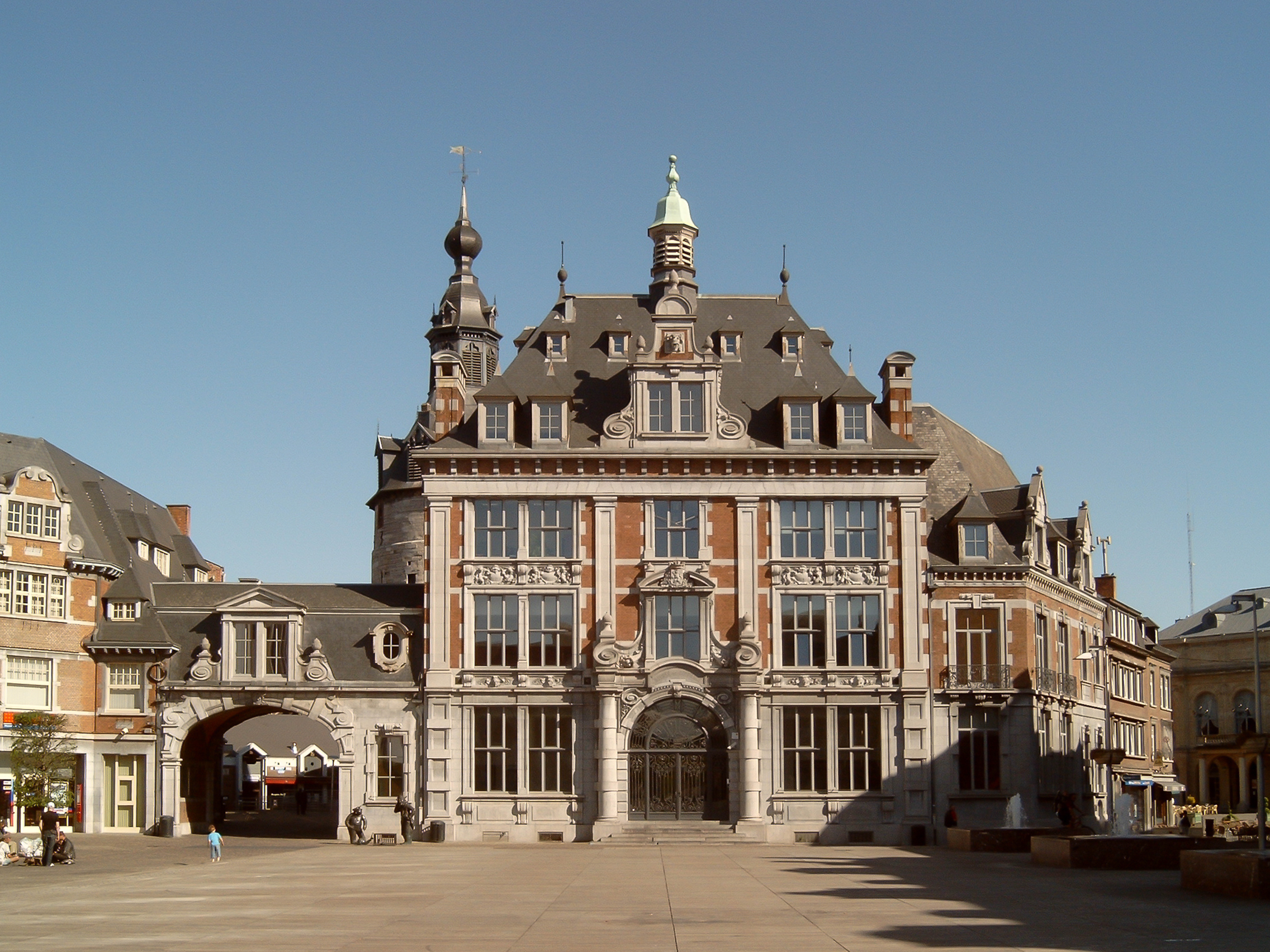
Oude Kamer van Koophandel (Bourse de Commerce) op de Place d'Armes

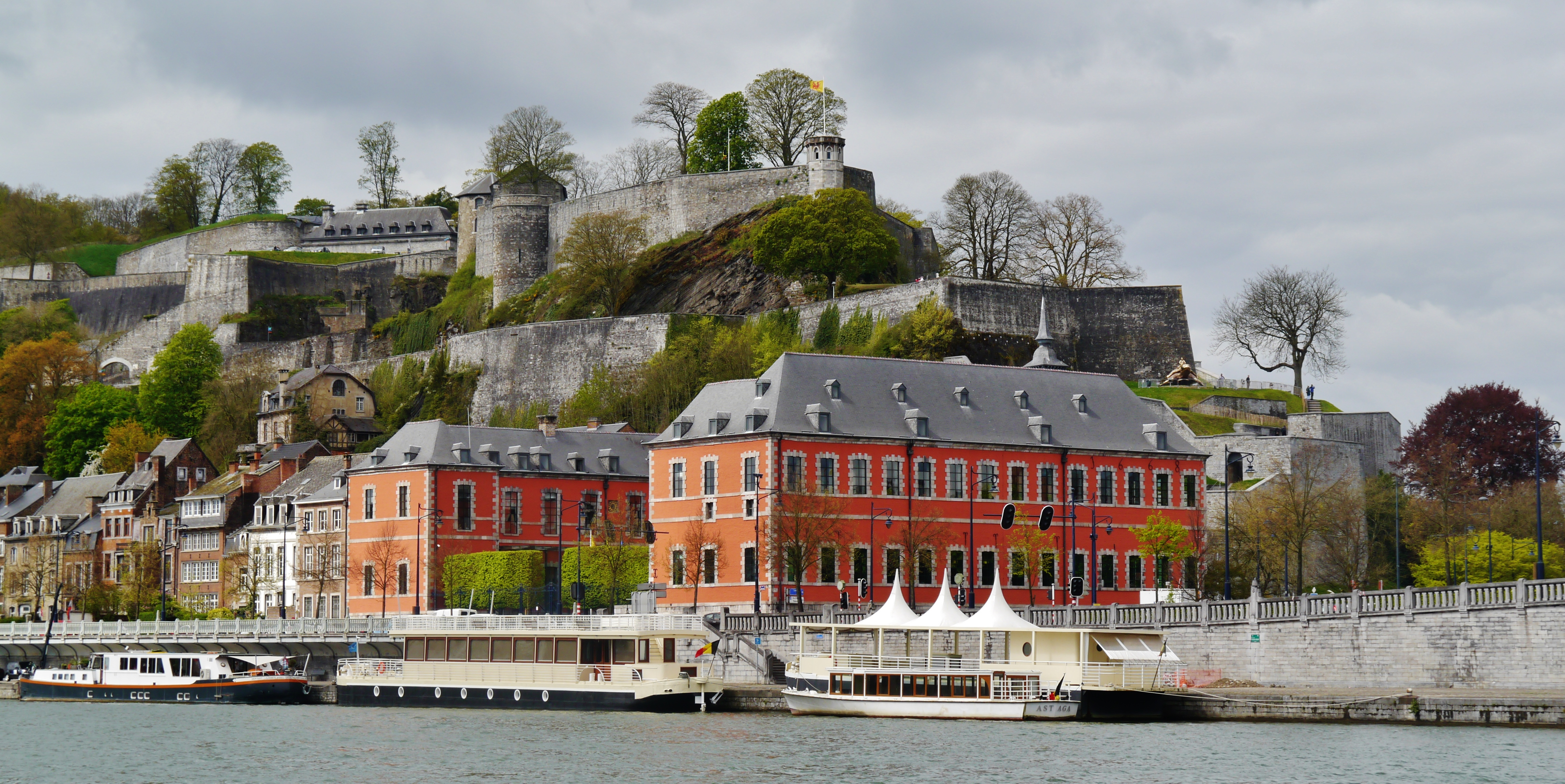
Het Waals Parlement en de Citadel

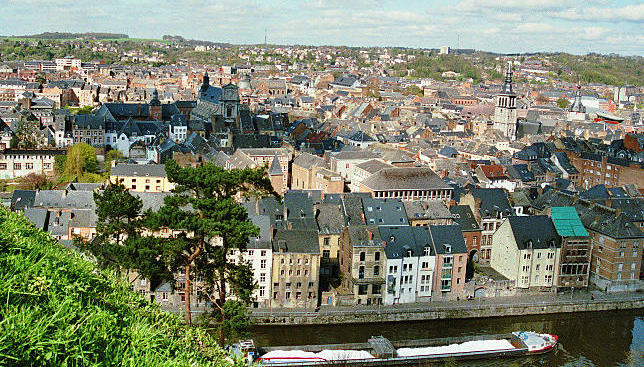
De Quartier des Brasseurs met de Samber op de voorgrond en de Saint-Loup op de achtergrond

### Van provinciehoofdplaats tot regionale hoofdstad

#### Een negentiende-eeuwse provinciestad
Het uitbreken van een opstand in Brussel eind augustus 1830, leidt in Namen tot enkele opstootjes. Men verzet er zich tegen de troepen van generaal Van Geen, die er nog mee dreigt de stad te bestoken, maar uiteindelijk verlaten de ‘Hollandse’ troepen Namen begin oktober. Namen wordt nu een rustige provinciestad in het nieuwe België. Tot de jaren 1870 zijn de katholieken er aan zet, tussen 1876 en 1890 is er een liberale burgemeester. In 1911 verwerft een liberaal-socialistisch kartel de macht in de stad.
Op ongeveer een eeuw tijd verdubbelt de Naamse bevolking tot 30 000 inwoners. Vanaf de jaren 1870 worden straten aangelegd in Salzinnes, een voorstad die de volgende decennia sterk zal groeien. Net zoals in andere 19e-eeuwse steden wordt ook in Namen de bevolking geteisterd door armoede, slechte huisvesting en hygiëne en bijhorende epidemieën. In de jaren 1840 komen er al enkele initiatieven ter bestrijding van de armoede; onder burgemeester Emile Cuvelier (1879-1890) wordt onderdak geboden aan daklozen en werk gemaakt van een watervoorziening.
Het 19e-eeuwse Namen wordt nooit een groot industrieel centrum; de economische nadruk blijft liggen op de kleine ondernemingen en de nog steeds befaamde Naamse messenmakerij. In 1843 bereikt een eerste spoorweg de stad, gevolgd door nieuwe verbindingen naar Luik, Aarlen, Dinant, Brussel en later ook Tienen in de volgende decennia. Namen groeit zo uit tot een echt spoorwegcentrum tussen de grote industriebekkens van Luik en de Borinage. In 1846 is slechts 5% van de bevolking actief in de nijverheid, maar dat aandeel evolueert twintig jaar later tot 11%, vooral door de ontwikkeling van de glasindustrie. Tegen het eind van de eeuw zullen de Naamse glas- en kristalfabrieken zo’n duizend arbeiders in dienst hebben. In Salzinnes komt er ook een centrale werkplaats van de spoorwegen.
Een verklaring voor het lang uitblijven van industriële ontwikkeling is het feit dat Namen lang ingesloten blijft in een omwalling. Vanaf 1860 zijn de muren niet langer slechts een economisch obstakel, met de vernieuwde oorlogsvoering en het eind van de octrooien, verliezen ze ook hun functie. In de volgende jaren worden muren en poorten neergehaald en boulevards rond de stad aangelegd. Er komt een nieuw station (1864) en een nieuw theatergebouw (1868). Emile Cuvelier heeft in de jaren 1880 grote plannen ter verfraaiing en modernisering van zijn stad. Tegen het eind van de 19e eeuw wordt een trambaan aangelegd en komt de stad in het bezit van de citadel, die ze gaat uitbouwen als toeristische attractie.

#### Eerste en Tweede Wereldoorlog, Waalse hoofdstad
Al in 1914 wordt het centrum van Namen, met onder meer het stadhuis, zwaar getroffen in de Eerste Wereldoorlog. Na de oorlog begint de wederopbouw van het centrum (het stadhuis is intussen verhuisd naar het Hôtel Kegeljan in de rue de Fer). In 1934 is de Bourse de Commerce op de nieuw gevormde place d’Armes klaar.
Aan het begin van de Tweede Wereldoorlog treft een bombardement Namen. Er vallen tientallen doden en velen kiezen ervoor de stad te ontvluchten. In 1941, 1943 en vooral 1944 (wanneer een bombardement meer dan 300 slachtoffers maakt) komen er nieuwe luchtaanvallen, vooral op het station en de Maasbruggen. Ook de oude Vleeshal wordt ernstig beschadigd.
In de naoorlogse periode worden steeds meer oude wijken afgebroken, waaronder die op het Grognon (1973). In de toenmalige tijdsgeest werden eerder al enkele gebouwen op de place d’Armes afgebroken. Ze moeten plaats maken voor een modern grootwarenhuis. Vanaf het eind van de jaren 1970 keert echter het tij en begint men met de restauratie van de aloude rue des Brasseurs. In die periode worden aan de stadsrand ook een nieuw administratief centrum en een nieuwe universitaire campus opgetrokken.
Net voor de Eerste Wereldoorlog wordt Namen de ontmoetingsplaats van de Assemblée walonne, een informeel parlement waarin Jules Destrée een rol speelt. Wanneer de Duitse bezetter enkele jaren later de bestuurlijke scheiding doorvoert, vestigt de Waalse administratie zich in Namen. De instellingen worden ondergebracht in het gerechtshof, scholen en kazernes. Namen is dus al enige tijd een centrum voor de Waalse beweging.
Na de oprichting van het Waals Gewest, worden vanaf de vroege jaren 1970 de eerste regionale instellingen in de stad ondergebracht. In 1978 wordt een akkoord bereikt tussen de burgemeesters van de vier grootste Waalse steden om Namen tot politieke hoofdstad van Wallonië te maken. Hierna verhuizen steeds meer regeringskabinetten naar Namen en in 1979 komt ook het parlement naar Namen. De parlementaire vergadering vestigt zich eerst in een hotel en later in het beursgebouw op de place d’Armes. In 1986 neemt het parlement een decreet aan waarbij Namen officieel wordt uitgeroepen tot hoofdstad van het Waals Gewest. Midden de jaren 1990 wordt een wedstrijd uitgeschreven voor het ontwerp van een nieuw parlementsgebouw en komt er ook een referendum. Na heel wat debat beslist het parlement uiteindelijk te gaan zetelen in het oude Hospice Saint-Gilles. Pas in 2010 wordt decretaal vastgelegd dat Namen de enige vestigingsplaats is van het Waalse Parlement en de Waalse regering. 
Sinds 8 mei 2021 verbindt een kabelbaan de benedenstad met de citadel .

## Bezienswaardigheden

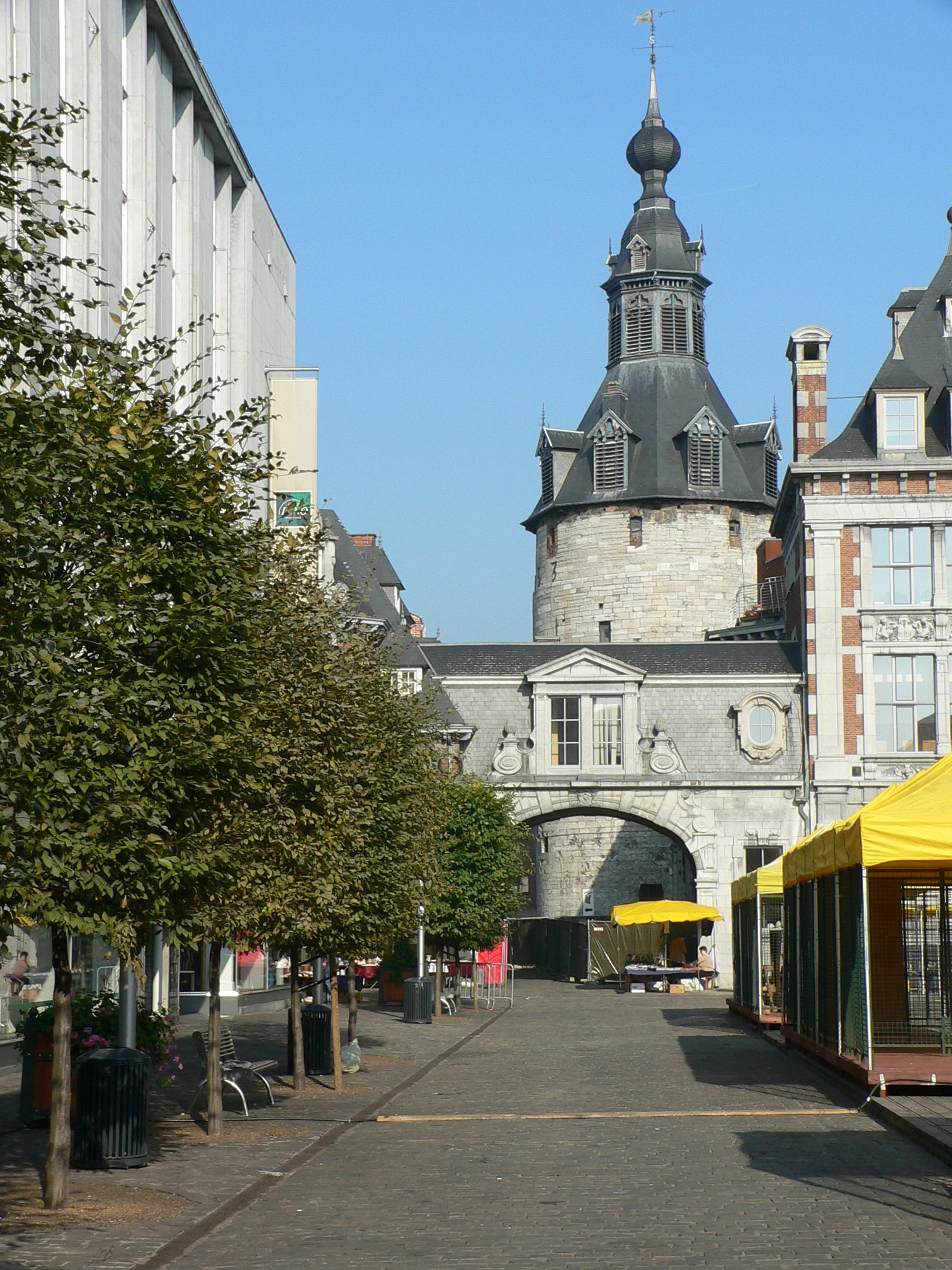
Place d'Armes met het belfort op de achtergrond

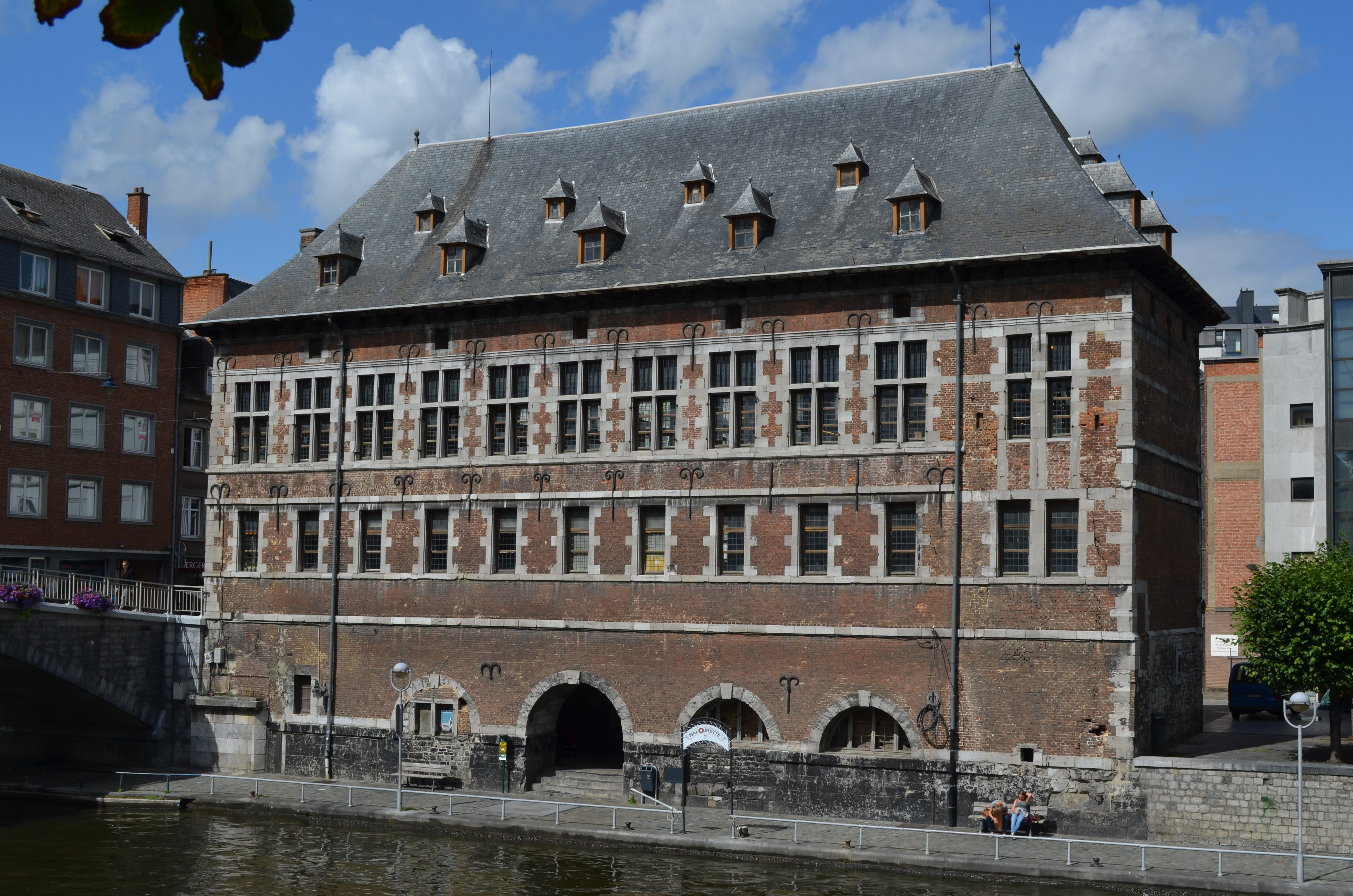
De vroegere Halle al'Chair (Vleeshal), thans museum

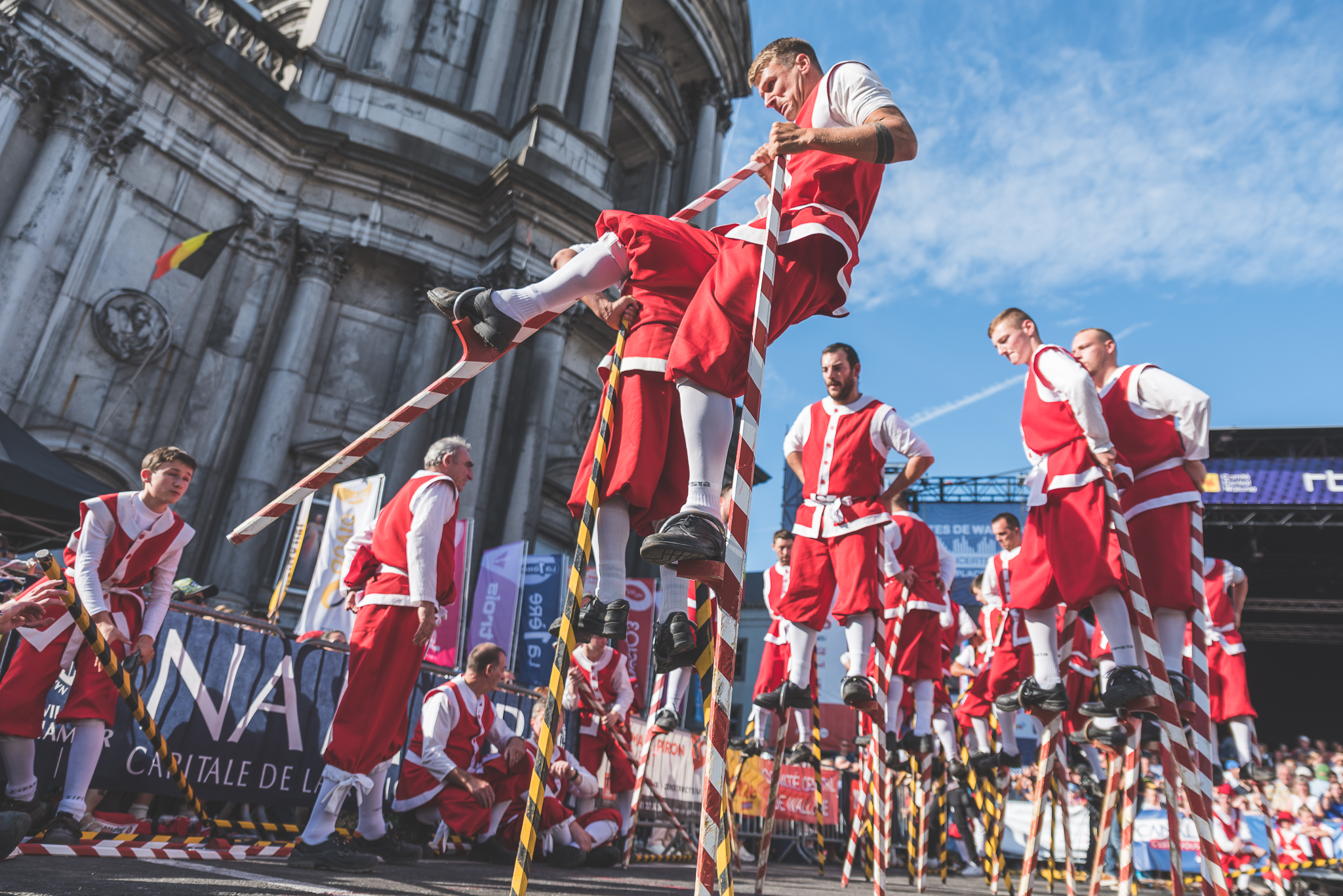
Strijd op stelten in Namen, een traditie sinds 1411

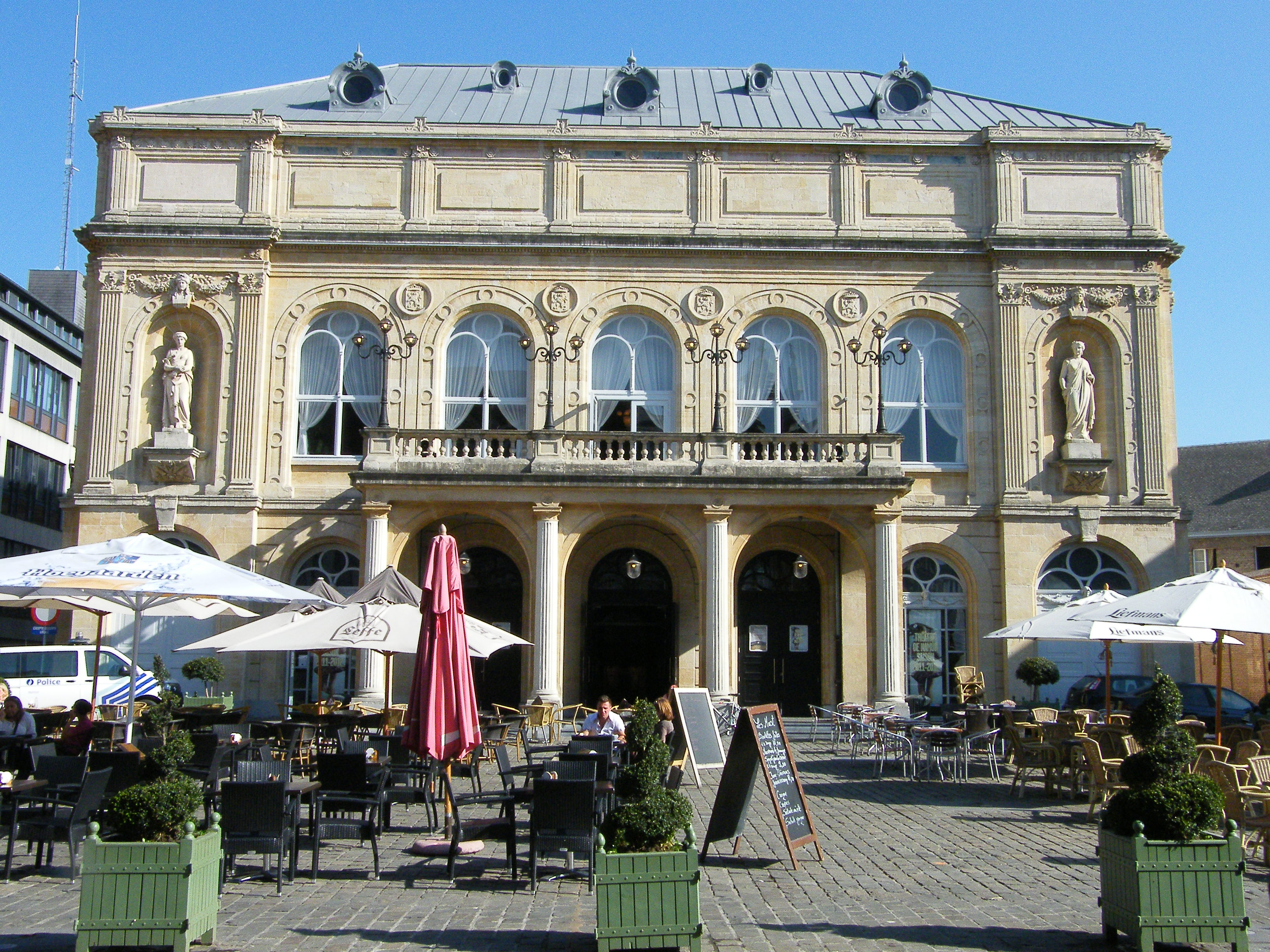
Théâtre Royal de Namur

De oude stad kent veel monumenten en musea, zoals:
- De Halle al'Chair (vleeshuis), gebouwd in 1590, die sinds 1855 een archeologisch museum herbergde en na restauratie in 2022 het toeristisch infokantoor
- Achter het vleeshuis bevindt zich de Grognonpoort uit 1728
- De Onze-Lieve-Vrouwekerk (Harscamp) uit de 18e eeuw
- Het belfort, oorspronkelijk een toren uit een middeleeuwse omwalling (1388), herbouwd in 1450 en gerestaureerd in 1753
- De Sint-Jozefkerk van omstreeks 1650
- Musée Félicien Rops met het werk van de kunstenaar Félicien Rops
- Musée provincial des Arts anciens du Namurois met middeleeuwse kunst en de kerkschat van Oignies
- Het Hotel de Croix, vroeger toevluchtsoord van de Abdij van Villers, herbouwd in de jaren 1750-1752. Aldaar een merkwaardig oud schoolgebouw uit de 16e eeuw
- De Sint-Aubankathedraal, gebouwd tussen 1751 en 1772, in classicistische stijl. De toren is ouder (13e eeuw; bezit 50 klokken) en behoort tot de vroegere kathedraal die hier gestaan heeft; in het interieur o.a. een smeedijzeren koorhek uit 1744. De schatkamer bezit een rijke collectie edelsmeedwerk uit de Maasvallei.
- De Saint-Loupkerk, gebouwd tussen 1621 en 1645, in barokstijl
- De Sint-Jan-de-Doperkerk, de oudste kerk van de stad, oorspronkelijk uit de 13e eeuw (in gotische stijl), tijdens de renaissance in 1616 sterk verbouwd; de toren dateert uit 1270 en is gerestaureerd in de jaren 1616 en 1890
- De citadel van Namen, gelegen op een hoogte van 100 meter boven de Maas, eertijds een strategisch punt, dat o.a. door de Romeinen werd beheerst en vanaf de 10e-11e eeuw burcht van de graven van Namen. In 1893 werd het gehele complex aan de staat afgedragen. Tussen 1816 en 1825 werd het gehele complex onder het Nederlandse bestuur herbouwd. Dit is overigens de grootste citadel van heel Europa.[bron?]
- Het Hospice Saint-Gilles, huidig Waalse Parlementsgebouw op het Grognon, aan de voet van de citadel. Eertijds deed het gebouw dienst als hospitaal
- Het Koninklijke Theater uit de 19e eeuw
- De Hollandse Brug uit 1820 in het Louise-Mariepark

Namen bezit daarnaast nog enkele musea:
- Het TreM.a of Musée provincial des Arts anciens du Namurois
- Het Musée Félicien Rops
- Les Bateliers Musée Archéologique et des Arts Décoratifs
- Het Bezoekerscentrum Terra Nova van de Citadel van Namen, met ondergronds multimediaparcours [9]
- Het Bisschoppelijk Museum met de Schatkamer van de Kathedraal van Namen [10]

Buiten de stad, aan de rivier de Samber liggen de ruïnes van de cisterciënzerabdij van Salzinnes, gesticht in de 13e eeuw, opgeheven tijdens de Franse Revolutie in 1796. Die zijn nu nog steeds te bekijken

## Immaterieel erfgoed
Namen heeft een rijk immaterieel erfgoed. Twee elementen worden erkend als immaterieel erfgoed van de Franse gemeenschap :
- De strijd op stelten : Sinds 1411 zijn steekspelen op stelten georganiseerd in Namen. De « Mélans » die de oude stad vertegenwoordigen (geel-zwarte stelten) vechten op stelten tegen de « Avresses », vertegenwoordigers van de nieuwe stad (rood-witte stelten). De steltenlopers van Namen zetten deze traditie nog steeds voort. Sinds 2021 erkend als Immaterieel cultureel erfgoed door de Unesco [11].
- La Royale Moncrabeau.

## Onderwijs
Namen is een belangrijk centrum van onderwijs en is ook een universiteitsstad. Het atheneum is gevestigd in de gebouwen waar voor de Franse Revolutie een jezuïetenschool gevestigd was. De jezuïeten keerden in 1827 terug naar Namen en stichtten er eerst een college en nadien ook een universiteit, Notre-Dame-de-la-Paix. Dit was de eerste universiteit gesticht na de Belgische onafhankelijkheid in 1830. De universiteit bezit een modern bibliotheekgebouw. Ook andere religieuze orden stonden in voor onderwijs: de broeders van de christelijke scholen, de ursulinen en verschillende andere congregaties.

## Vermaak en vertier
Het belangrijkste theater in de stad is het Théatre Royal. Namen telt een aantal bioscopen; in 2000 werd een nieuw groot complex in Jambes geopend: Acinapolis, naar analogie met andere grote bioscoopcomplexen in België, die zich buiten de stadscentra bevinden. De grootste festivals die in de stad worden georganiseerd zijn het Festival des arts forains (festival van ambachtelijke kunsten) in mei, de Fêtes de Wallonie (Waalse feesten) in september en het Corzo de Jambes op Pinkstermaandag. Op de Citadel vinden met regelmaat grote popconcerten plaats, en jaarlijks is hier ook de aankomst van de profwielerkoers Tour de Wallonie en een motorcrosswedstrijd op wereldniveau. Namen was tot driemaal toe aankomst- en vertrekplaats van de Tour de France. Op maandag 8 mei 2006 was Namen de aankomstplaats van de tweede etappe van de editie-2006 van de Ronde van Italië.

## Politiek

### Resultaten gemeenteraadsverkiezingen sinds 1976
| Partij               | Partij                                | 10-10-1976 | 10-10-1976 | 10-10-1982 | 10-10-1982 | 9-10-1988 | 9-10-1988 | 9-10-1994 | 9-10-1994 | 8-10-2000 | 8-10-2000 | 8-10-2006 | 8-10-2006 | 14-10-2012 | 14-10-2012 | 14-10-2018 | 14-10-2018 | 13-10-2024 | 13-10-2024 |
| Stemmen / Zetels     | Stemmen / Zetels                      | %          | 45         | %          | 47         | %         | 47        | %         | 47        | %         | 47        | %         | 47        | %          | 47         | %          | 47         | %          | 47         |
| -------------------- | ------------------------------------- | ---------- | ---------- | ---------- | ---------- | --------- | --------- | --------- | --------- | --------- | --------- | --------- | --------- | ---------- | ---------- | ---------- | ---------- | ---------- | ---------- |
|                      | PS                                    | 40,97      | 20         | 31,02      | 16         | 38,47     | 19        | 32,29     | 17        | 35,94     | 18        | 28,51     | 15        | 28,36      | 15         | 18,48      | 9          | 15,59      | 7          |
|                      | PSC1 / PSC-ICNA / cdH2 / Les Engagés3 | 33,321     | 16         | 26,241     | 14         | 30,141    | 15        | 26,441    | 13        | 21,65A    | 11        | 26,042    | 13        | 31,812     | 16         | 29,322     | 16         | 43,613     | 23         |
|                      | IC1 / PSC-ICNA                        | -          |            | -          |            | -         |           | 10,11     | 4         | 21,65A    | 11        | -         |           | -          |            | -          |            | -          |            |
|                      | ECOLO                                 | -          |            | 12,34      | 6          | 12,92     | 5         | 10,7      | 5         | 17,33     | 8         | 20,58     | 10        | 14,06      | 6          | 16,99      | 9          | 12,45      | 6          |
|                      | PRL1 / PRL-MCC2 / MR3                 | 11,561     | 5          | 19,141     | 9          | 17,131    | 8         | 12,111    | 5         | 20,112    | 10        | 18,33     | 9         | 19,53      | 10         | 13,553     | 6          | 15,473     | 7          |
|                      | PC-PTB1 / PTB2 / PTB+3                | -          |            | -          |            | 0,581     | 0         | 0,652     | 0         | 0,42      | 0         | 0,653     | 0         | 2,833      | 0          | 7,772      | 3          | 9,682      | 4          |
|                      | DéFI1/ DéFI Citoyens+2                | -          |            | -          |            | -         |           | -         |           | -         |           | -         |           | -          |            | 8,721      | 4          | 1,502      | 0          |
|                      | FN1 / Front-Nat.2                     | -          |            | -          |            | -         |           | 7,181     | 3         | 2,861     | 0         | 2,892     | 0         | -          |            | -          |            | -          |            |
|                      | RICW1 / RW2                           | 10,341     | 4          | 6,862      | 2          | 0,761     | 0         | -         |           | -         |           | -         |           | -          |            | -          |            | -          |            |
| Anderen(*)           | Anderen(*)                            | 3,82       | 0          | 4,4        | 0          | -         | 0         | 0,52      | 0         | 1,72      | 0         | 3,02      | 0         | 3,44       | 0          | 5,19       | 0          | 1,69       | 0          |
| Totaal stemmen       | Totaal stemmen                        | 60653      | 60653      | 65899      | 65899      | 66468     | 66468     | 68305     | 68305     | 68673     | 68673     | 72398     | 72398     | 70095      | 70095      | 71066      | 71066      | 69344      | 69344      |
| Opkomst %            | Opkomst %                             |            |            |            |            | 89,26     | 89,26     | 89,37     | 89,37     | 87,6      | 87,6      | 89,13     | 89,13     | 84,53      | 84,53      | 85,97      | 85,97      | 82,56      | 82,56      |
| Blanco en ongeldig % | Blanco en ongeldig %                  | 4,29       | 4,29       | 6,8        | 6,8        | 6,1       | 6,1       | 5,97      | 5,97      | 7,04      | 7,04      | 5,44      | 5,44      | 6,01       | 6,01       | 7,10       | 7,10       | 6,93       | 6,93       |

 (*) 1976: Combat (2,06%), PCB (1,76%) / 1982: PCB (1,33%), UDRT (3,07%) / 1994: PCN (0,17%), SUD (0,35%) / 2000: CHOPE (0,42%), VIVANT (1,3%) / 2006: FNationale (2,25%) RWF (0,77%) / 2012: NEW (1,13%), Wallonie d'Abord! (2,31%) / 2018: NATION (1,20%), Oxygène (2,28%), Parti Populaire (1,71%) / 2024: Collectif Citoyen (1,69%)

### Burgemeesters
- 1830 - 1838 Jean-Baptiste Brabant (kath.)
- 1838 - 1842 Charles Zoude (kath.)
- 1842 - 1867 François Dufer
- 1867 - 1876 Xavier Lelièvre (kath.)
- 1876 - 1879 Émile Piret-Pauchet (lib.)
- 1879 - 1890 Émile Cuvelier (lib.)
- 1891 - 1895 Henri Lemaître (lib.)
- 1895 - 1908 Ernest Mélot (kath.)
- 1908 - 1911 Joseph Saintraint (kath.)
- 1911 - 1914 Arthur Procès (lib.)
- 1914 - 1917 Fernand Golenvaux (kath.)
- 1917 - 1921 Arthur Procès (lib.)
- 1921 - 1924 Joseph Saintraint (kath.)
- 1924 - 1931 Fernand Golenvaux (kath.)
- 1931 - 1963 Louis Huart (PSC)
- 1964 - 1970 Fernand Pieltain (Rénovation Namuroise)
- 1971 - 1976 Emile Lebrun (PSC)
- 1977 - 1982 Louis Namèche (PSB)
- 1983 - 2000 Jean-Louis Close (PS)
- 2001 - 2006 Bernard Anselme (PS)
- 2006 - 2012 Jacques Étienne (cdH)
- 2012 - Maxime Prévot (cdH)

## Kernen

### Deelgemeenten
| #  | Naam             | Opp. (km²) | Inwoners (2020) | Inwoners per km² | NIS-code      |
| -- | ---------------- | ---------- | --------------- | ---------------- | ------------- |
| 1  | Namen            | 10,36      | 27.531          | 2.658            | 92094A        |
| 2  | Jambes           | 7,78       | 19.774          | 2.541            | 92094B        |
| 3  | Wépion           | 16,14      | 6.596           | 409              | 92094C        |
| 4  | Malonne          | 11,63      | 5.525           | 475              | 92094D        |
| 5  | Flawinne         | 6,69       | 4.567           | 682              | 92094E        |
| 6  | Temploux         | 11,53      | 2.136           | 185              | 92094F        |
| 7  | Suarlée          | 9,85       | 1.487           | 151              | 92094G        |
| 8  | Belgrade         | 2,87       | 4.759           | 1.660            | 92094H        |
| 9  | Saint-Servais    | 3,67       | 9.588           | 2.615            | 92094J        |
| 10 | Bouge            | 4,86       | 4.515           | 929              | 92094K        |
| 11 | Vedrin           | 7,91       | 6.647           | 840              | 92094L0-L1-L2 |
| 12 | Daussoulx        | 3,74       | 627             | 168              | 92094L3       |
| 13 | Saint-Marc       | 4,45       | 1.430           | 321              | 92094M        |
| 14 | Champion         | 4,45       | 1.730           | 389              | 92094N0-N1    |
| 15 | Cognelée         | 4,73       | 805             | 170              | 92094N2       |
| 16 | Boninne          | 5,30       | 990             | 187              | 92094P0-P1    |
| 17 | Gelbressée       | 3,29       | 596             | 181              | 92094P2       |
| 18 | Beez             | 3,21       | 1.536           | 478              | 92094R        |
| 19 | Marche-les-Dames | 6,87       | 1.000           | 145              | 92094S        |
| 20 | Lives-sur-Meuse  | 3,33       | 476             | 143              | 92094T        |
| 21 | Loyers           | 8,57       | 1.355           | 158              | 92094U        |
| 22 | Wierde           | 11,50      | 1.793           | 156              | 92094V        |
| 23 | Naninne          | 6,13       | 1.656           | 270              | 92094W        |
| 24 | Dave             | 11,28      | 1.504           | 133              | 92094X        |
| 25 | Erpent           | 5,73       | 2.778           | 485              | 92094Y        |

## Aangrenzende gemeenten

Ligging van de deelgemeente Namen binnen de gemeente

| Aangrenzende gemeenten      | Aangrenzende gemeenten | Aangrenzende gemeenten | Aangrenzende gemeenten | Aangrenzende gemeenten |
| --------------------------- | ---------------------- | ---------------------- | ---------------------- | ---------------------- |
| Gembloers                   |                        | Éghezée La Bruyère     |                        | Fernelmont             |
|                             |                        |                        |                        |                        |
| Jemeppe-sur-Sambre Floreffe | Andenne Gesves         |                        |                        |                        |
|                             |                        |                        |                        |                        |
| Profondeville               |                        |                        |                        | Assesse                |

## Demografie

### Demografische ontwikkeling voor de fusie
- Bron: NIS[16]
- Opmerking: de gegevens tussen 1831 en 1970 komen uit de volkstellingen; vanaf 1972 geldt de bevolking per 1 januari.

### Demografische ontwikkeling van de fusiegemeente
Alle historische gegevens hebben betrekking op de huidige gemeente, inclusief deelgemeenten, zoals ontstaan na de fusie van 1 januari 1977.
- Bronnen:NIS, Opm:1831 tot en met 1981=volkstellingen; 1990 en later= inwonertal op 1 januari

| Inwoners van jaar tot jaar op 1 januari 1992 tot heden | Inwoners van jaar tot jaar op 1 januari 1992 tot heden | Inwoners van jaar tot jaar op 1 januari 1992 tot heden |
| jaar                                                   | Aantal                                                 | Evolutie: 1992=index 100                               |
| ------------------------------------------------------ | ------------------------------------------------------ | ------------------------------------------------------ |
| 1992                                                   | 104.304                                                | 100,0                                                  |
| 1993                                                   | 104.372                                                | 100,1                                                  |
| 1994                                                   | 104.610                                                | 100,3                                                  |
| 1995                                                   | 105.014                                                | 100,7                                                  |
| 1996                                                   | 105.059                                                | 100,7                                                  |
| 1997                                                   | 105.243                                                | 100,9                                                  |
| 1998                                                   | 104.986                                                | 100,7                                                  |
| 1999                                                   | 104.994                                                | 100,7                                                  |
| 2000                                                   | 105.419                                                | 101,1                                                  |
| 2001                                                   | 105.248                                                | 100,9                                                  |
| 2002                                                   | 105.393                                                | 101,0                                                  |
| 2003                                                   | 105.705                                                | 101,3                                                  |
| 2004                                                   | 106.213                                                | 101,8                                                  |
| 2005                                                   | 106.767                                                | 102,4                                                  |
| 2006                                                   | 107.178                                                | 102,8                                                  |
| 2007                                                   | 107.653                                                | 103,2                                                  |
| 2008                                                   | 107.938                                                | 103,5                                                  |
| 2009                                                   | 108.514                                                | 104,0                                                  |
| 2010                                                   | 108.950                                                | 104,5                                                  |
| 2011                                                   | 109.765                                                | 105,2                                                  |
| 2012                                                   | 110.096                                                | 105,6                                                  |
| 2013                                                   | 110.500                                                | 105,9                                                  |
| 2014                                                   | 110.665                                                | 106,1                                                  |
| 2015                                                   | 110.646                                                | 106,1                                                  |
| 2016                                                   | 110.632                                                | 106,1                                                  |
| 2017                                                   | 110.628                                                | 106,1                                                  |
| 2018                                                   | 110.939                                                | 106,4                                                  |
| 2019                                                   | 110.779                                                | 106,2                                                  |
| 2020                                                   | 111.432                                                | 106,8                                                  |
| 2021                                                   | 111.603                                                | 107,0                                                  |
| 2022                                                   | 112.559                                                | 107,9                                                  |
| 2023                                                   | 113.286                                                | 108,6                                                  |
| 2024                                                   | 114.142                                                | 109,4                                                  |
| 2025                                                   | 115.029                                                | 110,3                                                  |

## Stedenbanden
- Belmont (Verenigde Staten)
- Bourg-en-Bresse (Frankrijk)
- Lafayette (Verenigde Staten)
- Ogaki (Japan)
- Quebec (Canada)
- Subotica (Servië)